# Bachalpsee
De Bachalpsee is een klein bergmeer in de bergen boven Grindelwald in het Berner Oberland. Het is gelegen op 2265 meter, in een kom tussen onder andere de Faulhorn en de First en bestaat uit twee delen, gescheiden door een natuurlijk dam. Het kleinere deel heeft een wateroppervlak dat 6 m lager ligt dan het hogere, grotere deel. Vanaf de oevers van het meer is er bij helder weer zicht op de met sneeuw bedekte toppen van de Wetterhorn (3692 m), Schreckhorn (4078 m) en de Finsteraarhorn (4274 m).  
De wandeling van First, te bereiken met een kabelbaan, naar de Bachalpsee is een populaire wandeling in de regio en is onderdeel van de wandelroute First–Faulhorn–Schynige Platte.